# イングリッシュ・マスティフ
イングリッシュ・マスティフ（英：English Mastiff）とは、イギリス原産の警備用犬種である。最も著名なマスティフ種であるため、単にマスティフと呼ばれることもある。

## 歴史
紀元前1000年ごろにフェニキア人がイギリスへ持ち込んだローマン・モロサスが先祖である。初期のうちは先祖と同じく闘犬として使われていたため、それ用の犬種というイメージが強いが、純粋に闘犬としてだけ使われていた期間は短い。闘犬としてはコロシアムでの殺し合いゲームなどに使われていたが、すぐに取りやめられガードドッグとして使われるようになっていった。その後も稀にギャンブル用の闘犬として使われることがあったが、大人しい性格であるためあまり向かずほとんど使われていない。
2度の世界大戦が起こった際は雑種化により急速に頭数が減少して絶滅の危機に陥ったが、第二次世界大戦後に本種をもとに作り出されたブルマスティフなどの犬種の血を借りて復活し、頭数回復後はそれらの特徴を取り除いて純粋なイングリッシュ・マスティフの姿を取り戻すことが出来た。
現在はFCIにも公認され、世界的にペットやショードッグとして人気のある犬種になった。日本でも頭数はあまり多くはないものの飼育されていて、毎年国内登録が行われている。2009年度の国内登録頭数順位は136位中116位であった。ブリーダーも存在し、国内での入手も可能である。

## 特徴

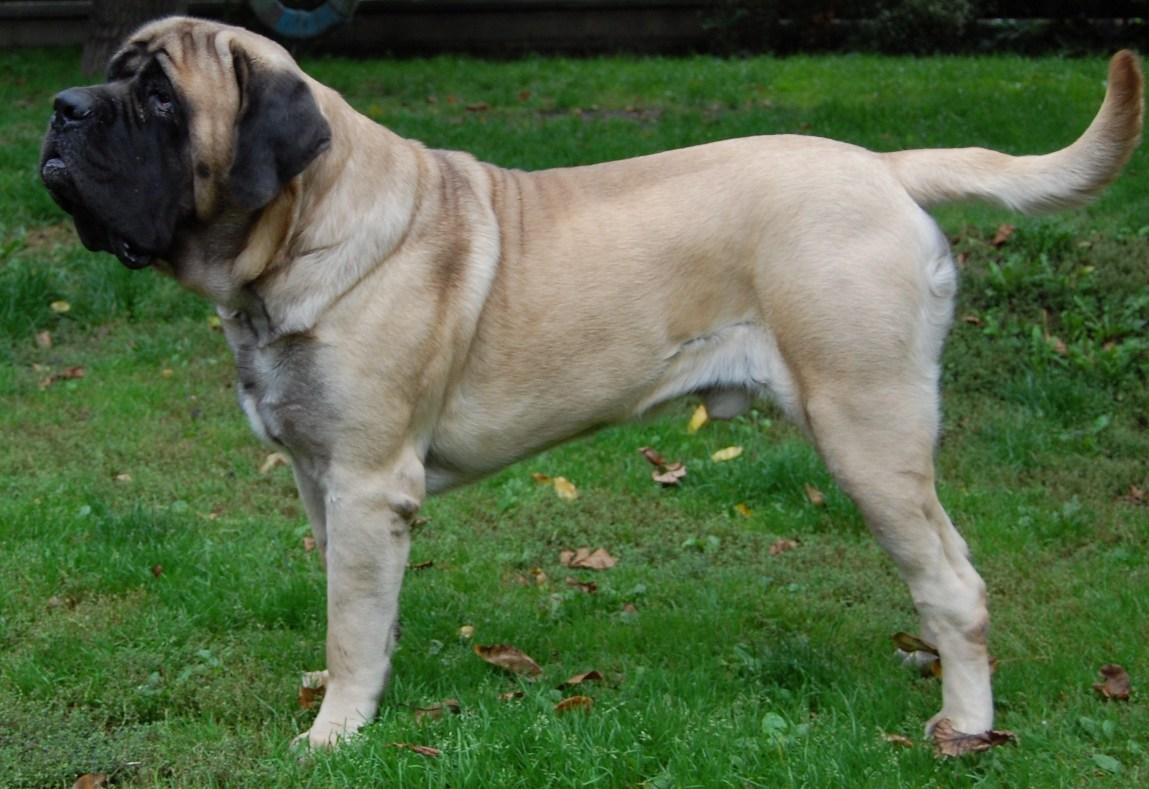
イングリッシュ・マスティフは世界で一番古い犬種]の一つ。

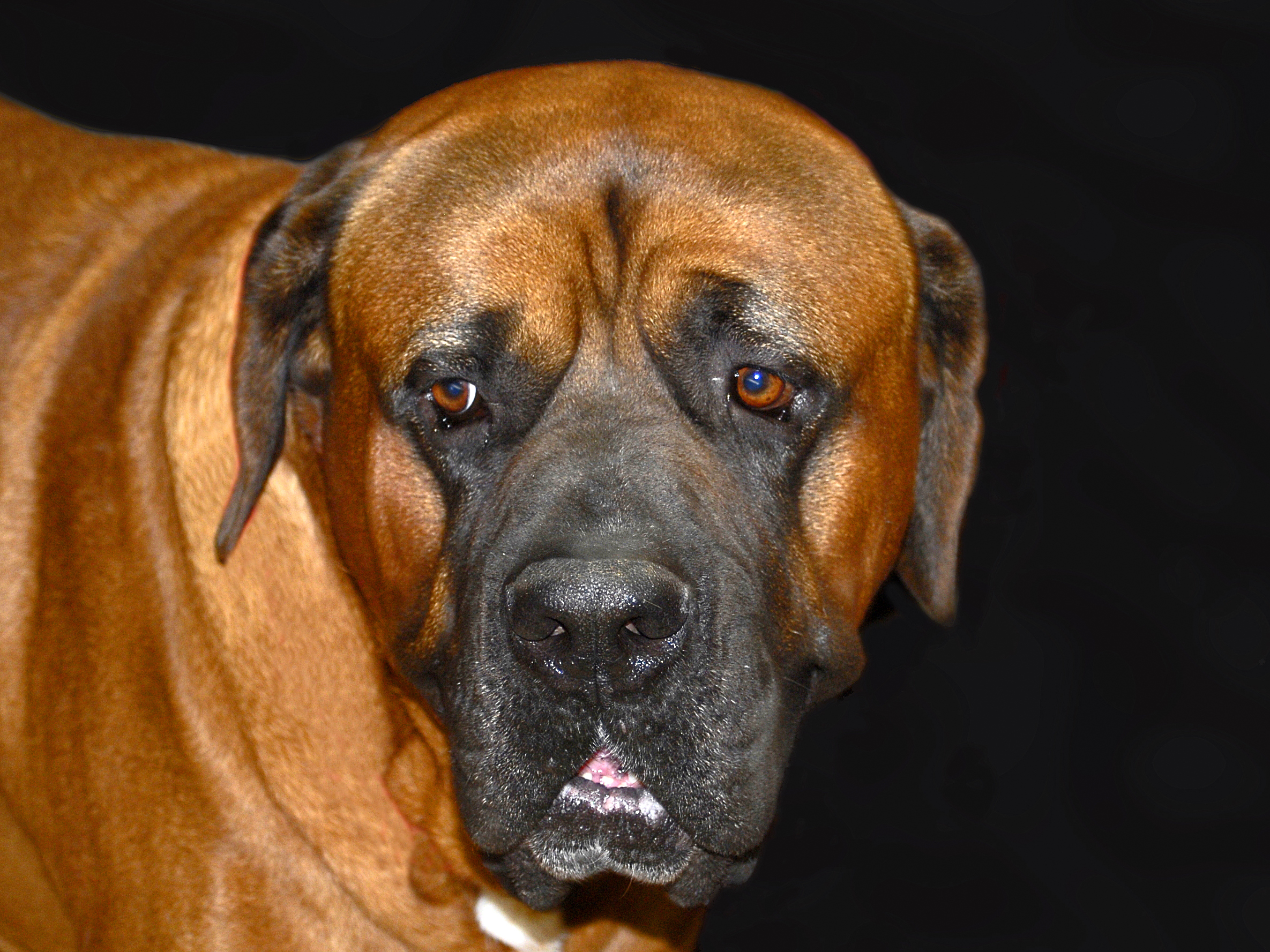
頭部

頭部が大きく、がっしりした筋肉質で骨太の体格をしている。マズルは短く太い。垂れ耳・太い垂れ尾でコートはスムースコート、毛色はフォーン、ブリンドル、アプリコットなどで、顔にはブラックマスクが入っている。皮膚は少したるみがあり、顔には深いしわがあり、これにより顔が泣き顔に見えるという人もいる。体高は雄75cm以上、雌68cm以上、体重は雌雄共に79～86kgが標準で、ギネス世界記録では最も体重が重い犬として紹介されたこともあり、最大で155.58kgの個体が記録されている。性格は忠実で、飼い主家族にはよく甘える。見知らぬ人には警戒心が強く無愛想であるが、他の犬に対しては優しく接することが出来る。ただし力が強いため、予期せぬ事故を起こさないためにもしっかりとした訓練が必要である。主人家族に危機が迫った際には勇敢に立ち向かう。運動量は普通で、かかりやすい病気は股関節形成不全や悪性新生物、鼓張症などがある。

## 参考
- 『犬のカタログ2004』（学研）中島眞理 監督･写真
- 『日本と世界の愛犬図鑑2007』（辰巳出版）佐草一優監修
- 『デズモンド・モリスの犬種事典』デズモンド・モリス著書、福山英也、大木卓訳 誠文堂新光社、2007年
- 『日本と世界の愛犬図鑑2009』（辰巳出版）藤原尚太郎編･著